# Eleição presidencial no Corinthians em 2015
A eleição presidencial no Sport Club Corinthians Paulista, ocorreu em 07 de fevereiro de 2015, para eleger um presidente, dois vice-presidentes, além de 200 conselheiros trienais e 50 suplentes. Roberto de Andrade Souza, ex-diretor de futebol e ex vice presidente do clube foi eleito, ele venceu na disputa o ex vice-presidente de futebol Antonio Roque Citadini. Os vice-presidentes eleitos na chapa de Roberto de Andrade, foram André Luís Oliveira e Jorge Kalil.

## Antecedentes
Na eleição presidencial de 2012, Mário Gobbi Filho da chapa "Renovação e Transparência," foi eleito presidente do Corinthians, com 1.920 votos, contra 1.280 votos, de Paulo Garcia, da chapa "Pró-Corinthians."

## Candidatos
| Candidato(a)             | Vice                               | Chapa                     |
| ------------------------ | ---------------------------------- | ------------------------- |
| Roberto de Andrade Souza | André Luiz de Oliveira Jorge Kalil | Renovação e Transparência |
| Antônio Roque Citadini   | Osmar Stábile Emerson Piovesan     | Pró-Corinthians           |

## Resultado

### Presidente
| Candidato(a)           | Vice                               | Eleição 2015 07 de fevereiro de 2015 | Eleição 2015 07 de fevereiro de 2015 |
| Candidato(a)           | Vice                               | Votação                              | Votação                              |
|                        |                                    | Total                                | Porcentagem                          |
| ---------------------- | ---------------------------------- | ------------------------------------ | ------------------------------------ |
| Roberto de Andrade     | André Luiz de Oliveira Jorge Kalil | 1.848                                | 57%                                  |
| Antonio Roque Citadini | Osmar Stábile Emerson Piovesan     | 1.393                                | 43%                                  |
| Total de votos válidos | Total de votos válidos             | 3.241                                | 99,60%                               |
| Votos em branco        | Votos em branco                    | 13                                   | 0,40%                                |
| Votos nulos            | Votos nulos                        | 0                                    | 0,00%                                |
| Total                  | Total                              | 3.254                                | 100%                                 |
| Abstenções             | Abstenções                         | 8.572                                | 72%                                  |
| Total de eleitores     | Total de eleitores                 | 11.826                               | 100%                                 |

### Conselho
| Chapa                     | Eleição 2015 07 de fevereiro de 2015 |
| Chapa                     | Votação                              |
|                           | Total                                |
| ------------------------- | ------------------------------------ |
| Renovação e Transparência | 1817                                 |
| Pró Corinthians           | 1413                                 |
| Total de votos válidos    | 3.230                                |
| Votos em branco           | 24                                   |
| Votos nulos               | 0                                    |
| Total                     | 3.257                                |
| Abstenções                | 8.569                                |
| Total de eleitores        | 11.826                               |